# Koncert fortepianowy g-moll
Koncert fortepianowy g-moll – trzyczęściowy utwór muzyczny Andrzeja Jagodzińskiego, który powstał z okazji 20-lecia istnienia zespołu Andrzej Jagodziński Trio, w formie koncertu klasycznego rozpisanego na orkiestrę symfoniczną i trio jazzowe (fortepian, kontrabas i perkusja), wydany na płycie długogrającej w 2013 roku. Jubileusz obchodzony w sali koncertowej Filharmonii Narodowej w Warszawie zbiegł się w czasie z 60. urodzinami założyciela zespołu – Andrzeja Jagodzińskiego oraz 70. urodzinami perkusisty – Czesława „Małego” Bartkowskiego.Jagodziński zadedykował płytę żonie Ewie. Album uzyskał nominację do nagrody Fryderyka 2014.

## Lista utworów
Koncert fortepianowy g-moll
| 1. | "Allegro maestoso"       | 14:43 |
|    |                          |       |
| 2. | "Romanza"                | 11:32 |
|    |                          |       |
| 3. | "Allegro. Vivace presto" | 10:29 |
|    |                          |       |
|    |                          | 36:44 |
|    |                          |       |

## Wykonawcy
- Andrzej Jagodziński – fortepian
- Adam Cegielski – kontrabas
- Czesław „Mały” Bartkowski – perkusja
- Orkiestra Symfoniczna Filharmonii Narodowej
- Wojciech Zieliński – dyrygent
- producenci: Andrzej Jagodziński, Adam Cegielski, Czesław "Mały" Bartkowski, Barbara Jagodzińska-Habisiak, Piotr Semczuk
- nagranie zespołu Andrzej Jagodziński Trio oraz harfy - Studio Realizacji Myśli Twórczych, 2013
- nagranie Orkiestry Filharmonii Narodowej: Aleksandra Nagórko, Joanna Popowicz, CD-ACCORD, 2013
- reżyseria nagrań, miks i mastering: Piotr Semczuk
- fotografie i projekt okładki: Lechosław Carnelli